# Vergerette à une fleur
Erigeron uniflorus
Espèce
La Vergerette à une fleur (Erigeron uniflorus) est une espèce de plantes herbacées vivaces de la famille des Asteraceae.
C'est une plante de montagne que l'on trouve en France dans les Alpes et les Pyrénées.